# HermeLijn

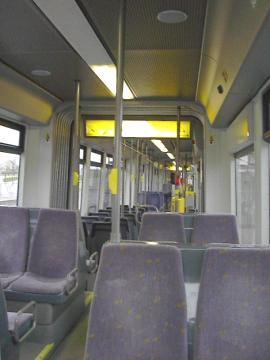
Interieur van een Antwerpse HermeLijn

De HermeLijn is de bijnaam van een aantal series lagevloertrams van de Vlaamse vervoermaatschappij De Lijn, die dienstdoen op de tramnetten van Antwerpen, Gent en (vooral 's zomers) op de Vlaamse Kusttramlijn.

## Beschrijving
Het ontwerp van de MGT6 "HermeLijn" is gebaseerd op het stadstramtype NGT6 van Dresden. Voor de Vlaamse tramsteden is het model aangepast voor meterspoor. Kleurstelling en inrichting zijn opnieuw ontworpen. De trams worden gebouwd door Siemens / DWA (sinds 1998 onderdeel van Bombardier Transportation) in het Duitse Bautzen.
De naam HermeLijn is ontstaan na een prijsvraag onder de Gentse trambestuurders. De trams zijn genoemd naar de hermelijn, omdat de vorm en de kleurstelling van het materieel enigszins doet denken aan het winterkleed van dit roofdiertje. De hoofdletter "L" houdt verband met de merknaam van De Lijn.
De Antwerpse trams hebben eveneens de naam HermeLijn gekregen, hoewel even voordien de Gazet van Antwerpen de naam Salamander lanceerde voor deze tram. Deze benaming wordt gebruikt voor Dresdense lagevloertrams, waarop de HermeLijn gebaseerd is. De Gentse HermeLijn heeft in tegenstelling tot de Antwerpse versie een cabine aan elk uiteinde en deuren aan twee kanten, omdat het tramnet enkel kopeindpunten heeft (alleen het eindpunt Flanders Expo heeft een keerlus). Het aantal zitplaatsen is daardoor veel kleiner (58 in Gent, 74 in Antwerpen) maar het aantal staanplaatsen is groter (192 in Gent en 176 in Antwerpen).
De HermeLijnen bestaan uit vijf delen (vier geledingen), waarvan drie korte motorbakken en twee lange bakken met deuren en een vlakke en lage vloer (35 centimeter boven de spoorstaaf). In tegenstelling tot de Combino heeft de HermeLijn geen vlakke vloer in de motorbakken, wat een nadeel kan zijn voor gehandicapten. Een voordeel is echter dat daardoor meer zitplaatsen gecreëerd konden worden in de motorbak. De tram heeft een gewicht van 39 ton en heeft een lengte van 29,60 meter en de breedte is 2,30 op zitniveau. Op instapniveau is de breedte 2,20 m. Van de zes de assen worden er vier aangedreven door vier elektromotoren met een vermogen van 95 kW elk. De tram haalt een maximumsnelheid van 70 km/h. In eerste instantie werden er 14 tweerichtingtrams voor Gent en 31 eenrichtingtrams voor Antwerpen besteld.
In oktober 2005 werd bekend dat de 45 HermeLijnen van de eerste serie te kampen hadden met scheurtjes in de constructie. De trams werden teruggestuurd naar de fabriek in Bautzen om te worden gerepareerd.
In het voorjaar van 2013 werden op de Gentse 6333 nieuwe lichten gemonteerd (aan één kant), deze tram rijdt nu rond met ledverlichting. Deze verlichting is nu verder toegepast op alle andere trams.

## Tweede reeks
In 2004 werd een tweede bestelling voor 47 trams (17 trams voor Gent, 30 trams voor Antwerpen) geleverd. Deze bestelling werd later uitgebreid met 10 trams. Deze laatsten (6332-6341) zijn pooltrams voor Gent en de Kusttram, in het dalseizoen rijden de trams in Gent, in de zomermaanden op de Kustlijn. De trams worden dan via uitzonderlijk vervoer naar Oostende getransporteerd. Elk jaar blijft één tram uit Gent en één tram uit Antwerpen aan de kust om trambestuurders op te leiden en gedurende de weekends en schoolvakanties extra ritten te voorzien tussen Oostende Station en Westende Bad.

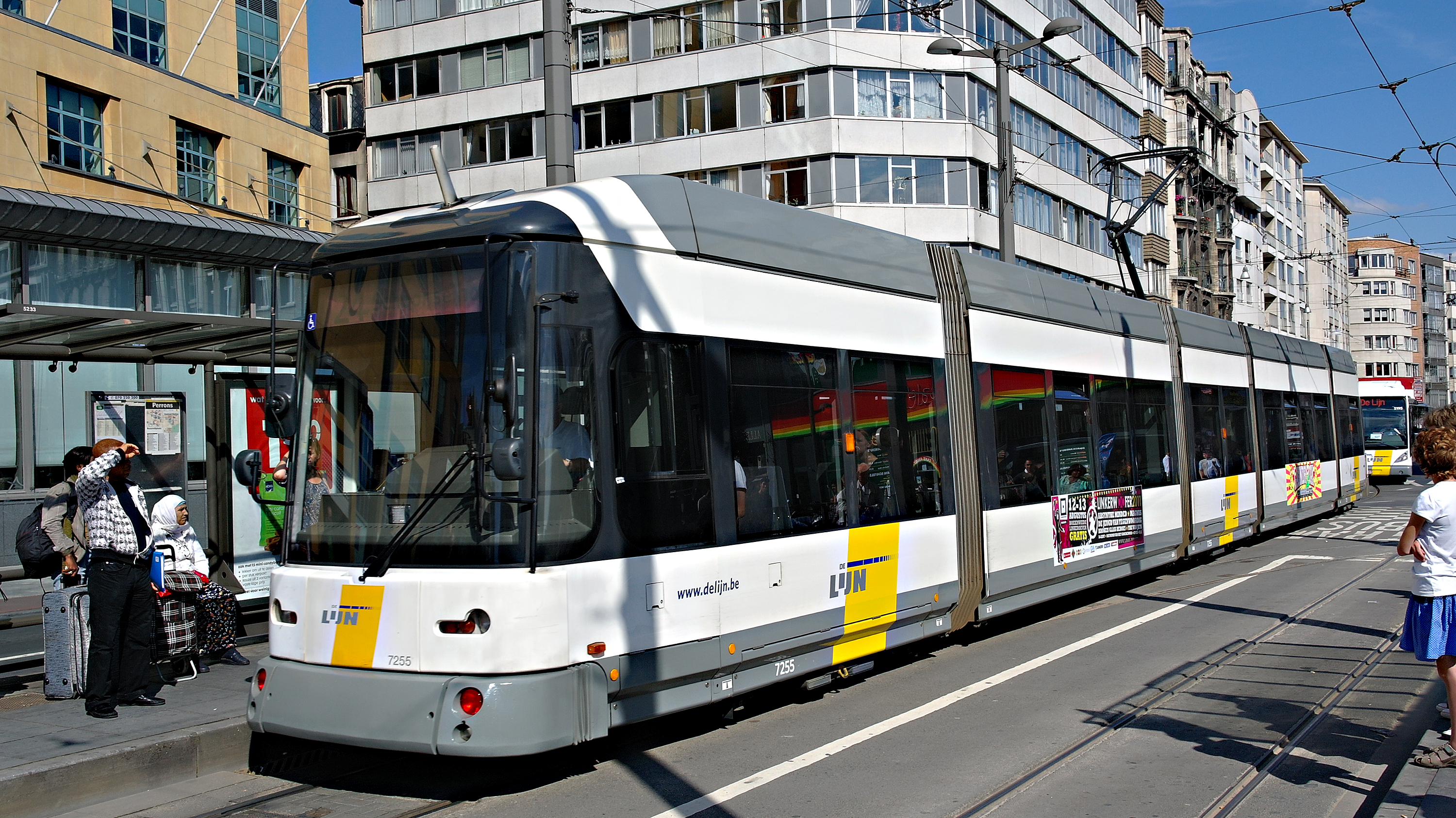
HermeLijn 7255 uit de tweede reeks voor station Antwerpen-Centraal op lijn 24 op 19 augustus 2011.

De prijs van een HermeLijn is ongeveer 2 miljoen euro. Bij de nieuwe HermeLijnen is de bestuurscabine over de hele breedte van de tram uitgevoerd. De voorste enkele instapdeur fungeert bijgevolg als diensttoegang voor de trambestuurder. Aan de haltes werden kaartautomaten geplaatst, zodat reizigers zonder abonnement of lijnkaart daar hun kaartje kunnen kopen. De bestuurderscabine werd aangepast om het contact met de reizigers te verbeteren, onder meer met een dubbele spreekrozet. Opmerkelijk is dat de Antwerpse trams vanaf 7266, en de pooltrams 6332-6341, opnieuw een bestuurderscabine hebben als de HermeLijnen van het eerste type. Dit omdat ze zo gemakkelijker inzetbaar zijn op de Kustlijn.
Bovendien zijn de nieuwe trams uitgerust met een visueel en auditief reizigersinformatiesysteem voor de halteaankondiging in het voertuig. Ook werd een derde remlicht op de voertuigen geplaatst. De voertuigen zijn uitgerust met inwendige vijzelpunten. Hierdoor zal bij een ontsporing het voertuig vlugger weer op de sporen kunnen worden gezet, wat in de premetrotunnels een groot voordeel kan zijn. Bovendien bieden ze een verbeterde toegang voor gehandicapten door onder andere voorbehouden plaatsen en speciale knoppen te voorzien.
Op 26 mei 2004 is de HermeLijn 2 in Antwerpen gepresenteerd aan de pers. In de dagen daarna werden de eerste tramstellen van dit nieuwe type ingezet op lijn 3.

## Derde reeks
In november 2009 raakte bekend dat De Lijn gebruik zal maken van haar mogelijkheid een derde reeks te bestellen. Vanaf 2012 zullen in totaal 13 bijkomende eenrichting-HermeLijnen geleverd worden.
Het eerste jaar na hun indienststelling waren deze trams te herkennen aan de ledschermen die het lijnnummer en de eindbestemming aanduidden, in plaats van de traditionele lijnfilms. Vanaf 2014 werden ook de andere reeksen voorzien van ledschermen.
Door waterschade tijdens het productieproces van de trams in de fabriek van Siemens kwam de tram met nummer 7284 het laatste aan in Antwerpen.

## Ombouw voor gekoppeld rijden
Bombardier in Brugge zal 53 Antwerpse Hermelijntrams ombouwen zodat ze gekoppeld kunnen rijden. Dit contract werd in juni 2017 getekend samen met de bestelling van 146 lagevloertrams bij CAF.

## Midlife Revisie
Alle Hermelijnen (Antwerpen en Gent) krijgen een midlife revisie in Spanje bij CAF.
Momenteel (Juni 2025) is de gerenoveerde HermeLijn 7262 weer terug in Antwerpen. De Gentse 6301 blijft nog even in Spanje (CAF) 

## Trivia
- In november 2010 werd de Gentse 6309 voorzien van meetapparatuur om gedetailleerd het stroomverbruik vast te stellen. Als gevolg hiervan kon met kleine maatregelen een energiebesparing van 20 procent worden behaald.[1]
- De Lijn laat 53 Antwerpse HermeLijntrams voorzien van een koppeling, zodat ze gekoppeld kunnen rijden (als een 60 meter lange tram). Hiervoor heeft Bombardier een prototype ontwikkeld. De opdracht is uitbreidbaar met de overige 31 Antwerpse HermeLijntrams. Deze gekoppelde trams rijden in de ochtenddienst van tramlijn 3 wat een capaciteit van 350 personen per XL tram levert.
- Na een pauze van enkele jaren door de aanwezigheid van zowel Zeelijners als BN-trams op de kusttramlijn wordt er sinds november 2023 terug reizigersvervoer gedaan met HermeLijntrams op het kustnet. Voorlopig enkel versterkingsritten tussen Oostende en Westende in het weekend maar de rijschool is volop bezig om ze in de zomer van 2024 opnieuw maximaal in te kunnen zetten als kusttram.Hermelijn 7271 uit de 3e reeks Stuurpost van HermeLijn 7246

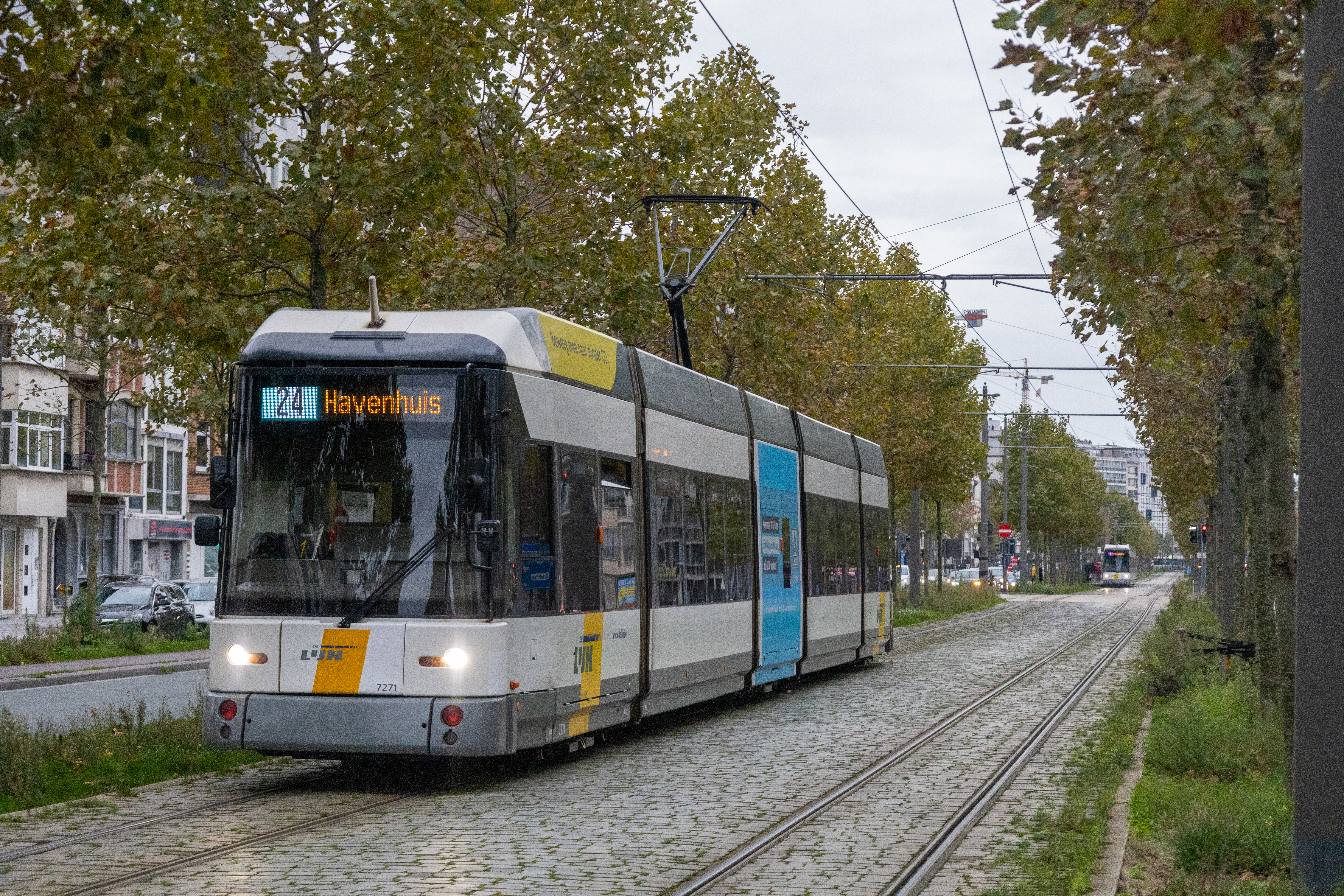
Hermelijn 7271 uit de 3e reeks

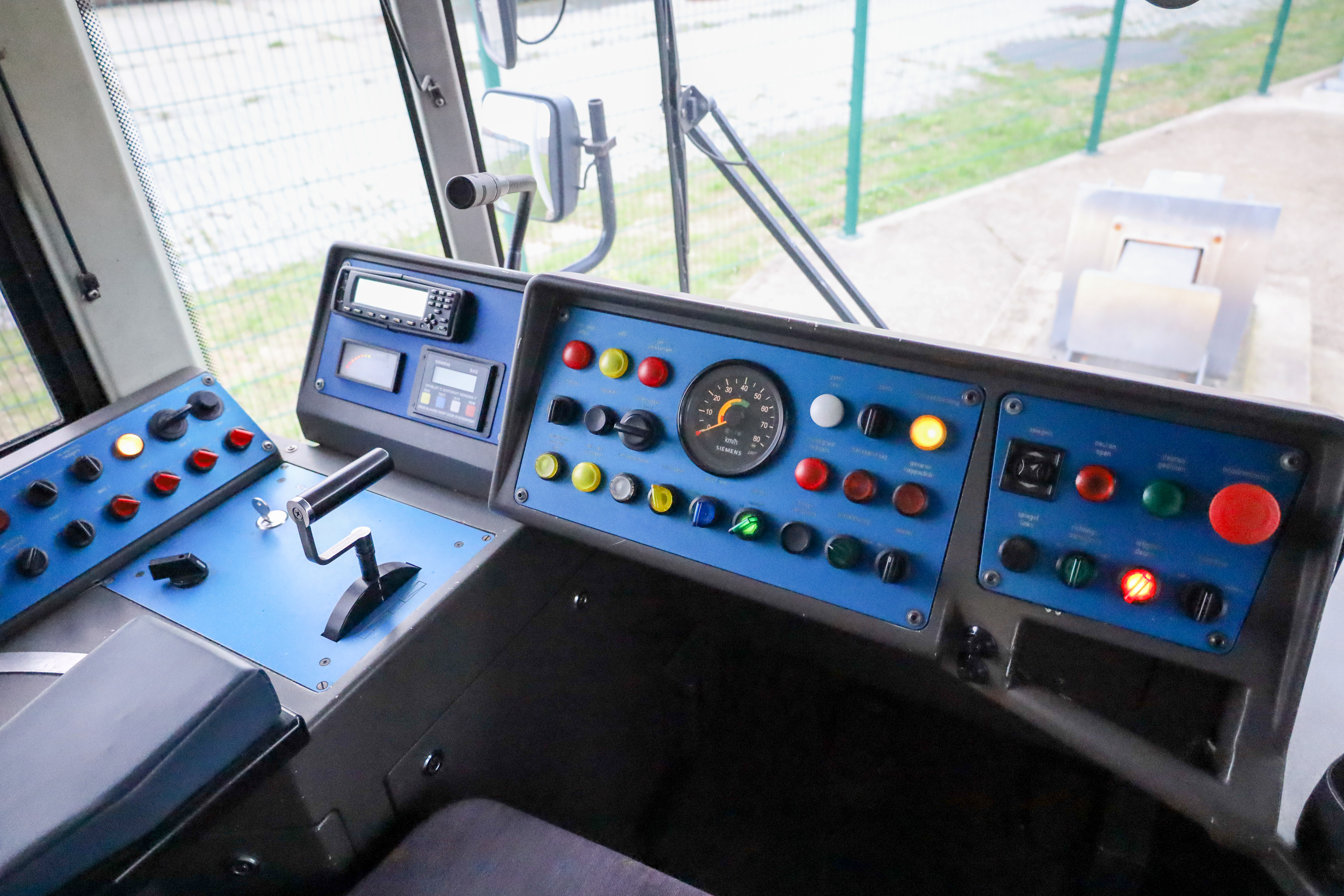
Stuurpost van HermeLijn 7246

- 6339, 7229 en 7236 bevinden zich momenteel aan de kust, nu voornamelijk nog voor opleiding van bestuurders en technici.